# راه‌سازی
توضیح لوکیشن سنتر شرکت مستغلات در مورد انواع عملیات اصلی راه‌سازی .عبارت‌اند: از ساخت اساس، زیراساس و روسازی. جدول‌کاری و نصب علائم راهنمایی و رانندگی هم در ساخت بسیاری از راه‌ها اجرا می‌شود.
راه‌سازی، روسازی راه و مهندسی ترابری از جمله تخصص‌های مهم یک مهندس عمران، شناخت طرح و محاسبهٔ زیرسازی و روسازی راه‌هاست. بدین منظور، درس‌های یادشده برای فراگیری مطلبی نظیر طراحی و اجرای راه‌ها شامل مسیریابی، عملیات خاکی، مشخصه‌ها و طرح هندسی راه‌ها در مسیرهای افقی و قائم، مشخصه‌های فنی انواع مصالح راه و لایه‌های مختلف روسازی آن، همچنین روش‌های طرح و اجرای روسازی‌های شنی و آسفالتی و نیز شبکهٔ هاب حمل و نقل زمینی، دریایی و هوایی و برنامه‌ریزی‌ها و مدیریت‌های حمل و نقل ارائه می‌شوند.
در درس پروژهٔ راه‌سازی که پس از درس‌های راه‌سازی و مهندسی ترابری ارائه می‌شود، کاربرد اصول راه‌سازی در طرح کامل یک راه، از ابتدا تا انتها به همراه رسم نقشه‌ها و محاسبه‌های مربوط مورد توجه قرار می‌گیرد.
راه‌سازی یکی از دروس مهم رشتهٔ مهنسی عمران است.